# Церковь Святого Стефана (Несебыр)

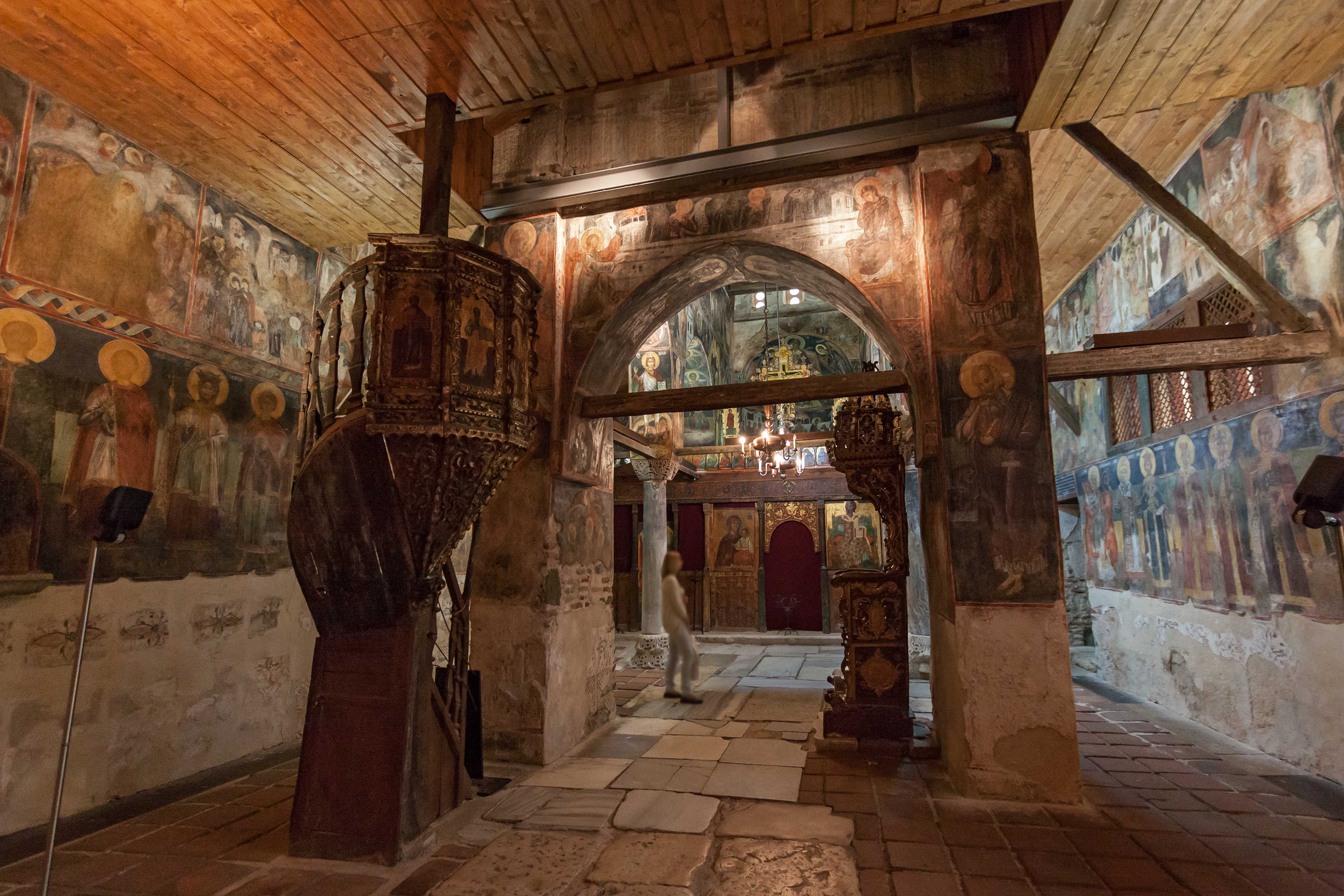
Интерьер церкви Св Стефана в Несебыре. Вид от западного входа.

Церковь Святого Стефана — православный храм в Несебыре (Болгария). Является частью архитектурного и исторического города (который входит в список Всемирного наследия ЮНЕСКО) и одним из 100 национальных туристических объектов Болгарии.
Церковь Святого Стефана была построена в XI веке. Первоначально церковь она посвящена Богородице, и много позже была посвящена Святому Стефану. Таким образом, многие фрески являются тематически связанные с жизнью Божьей Матери.
В XVI веке церковь была расширена на запад, и в XVIII веке был добавлен притвор. Здание церкви представляет собой трехнефную базилику размером 12×9,50 м. Она была построена из каменных блоков и кирпича.
В церкви имеются более 1000 изображений в 258 композиций, на которых представлены сцены чудес Христа, приведенные по евангельским легендам. Характерные стили работ позволяют различать кисти трёх мастеров: двое работали в восточной части нефа, а третий — в западном. В начале XVIII века на восточной стене притвора была написана сцена «Страшного суда» в традиционной иконографии того времени.
Благодаря хорошо сохранившемуся архитектурному облику, иконостасу, и прежде всего хорошо сохранившимся фрескам, церковь Св. Стефана является одним из наиболее значительных памятников культурного наследия Болгарии.

## Галерея

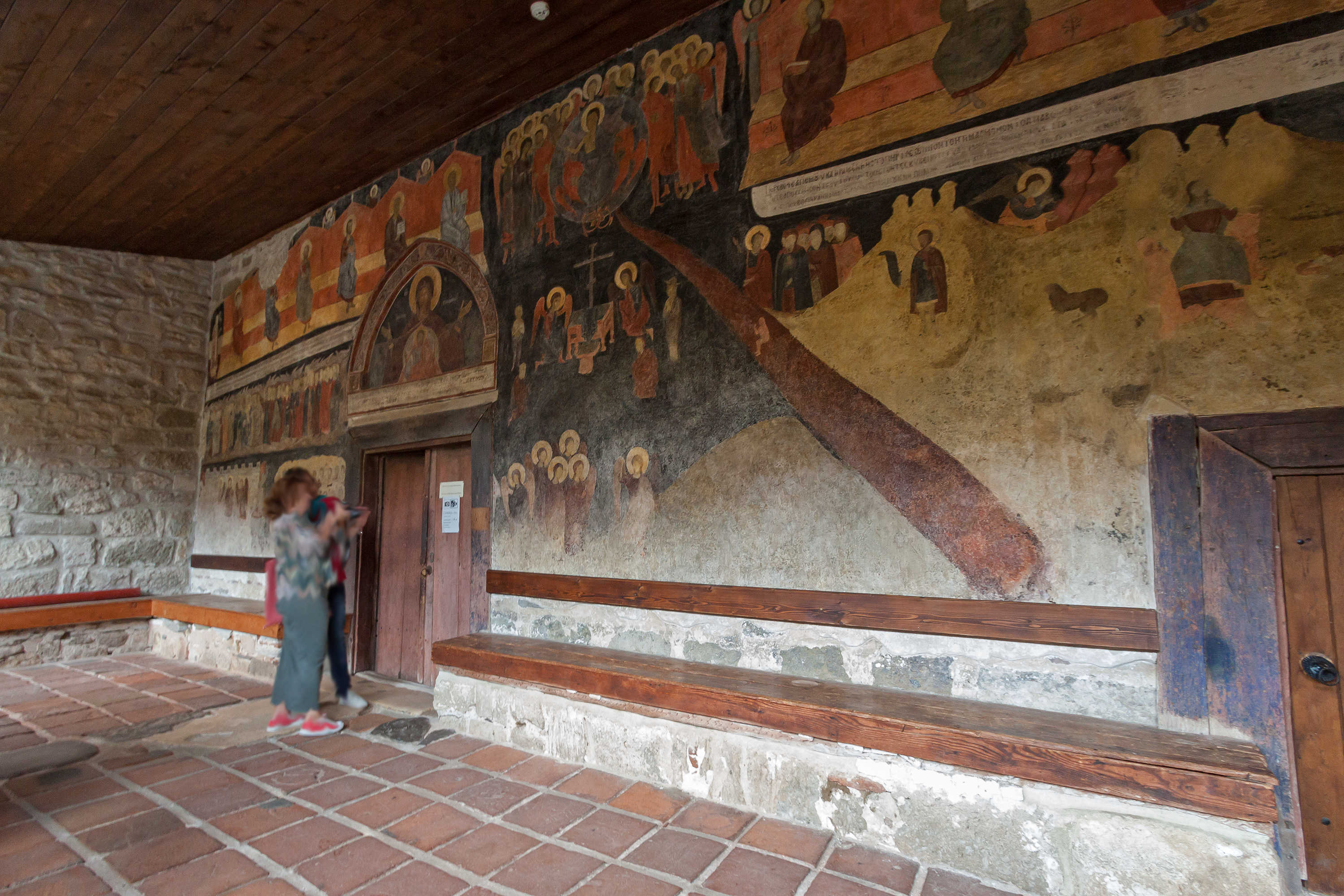
Интерьер церкви Св Стефана в Несебыре. Стенопись "Страшный Суд" в западном приделе.
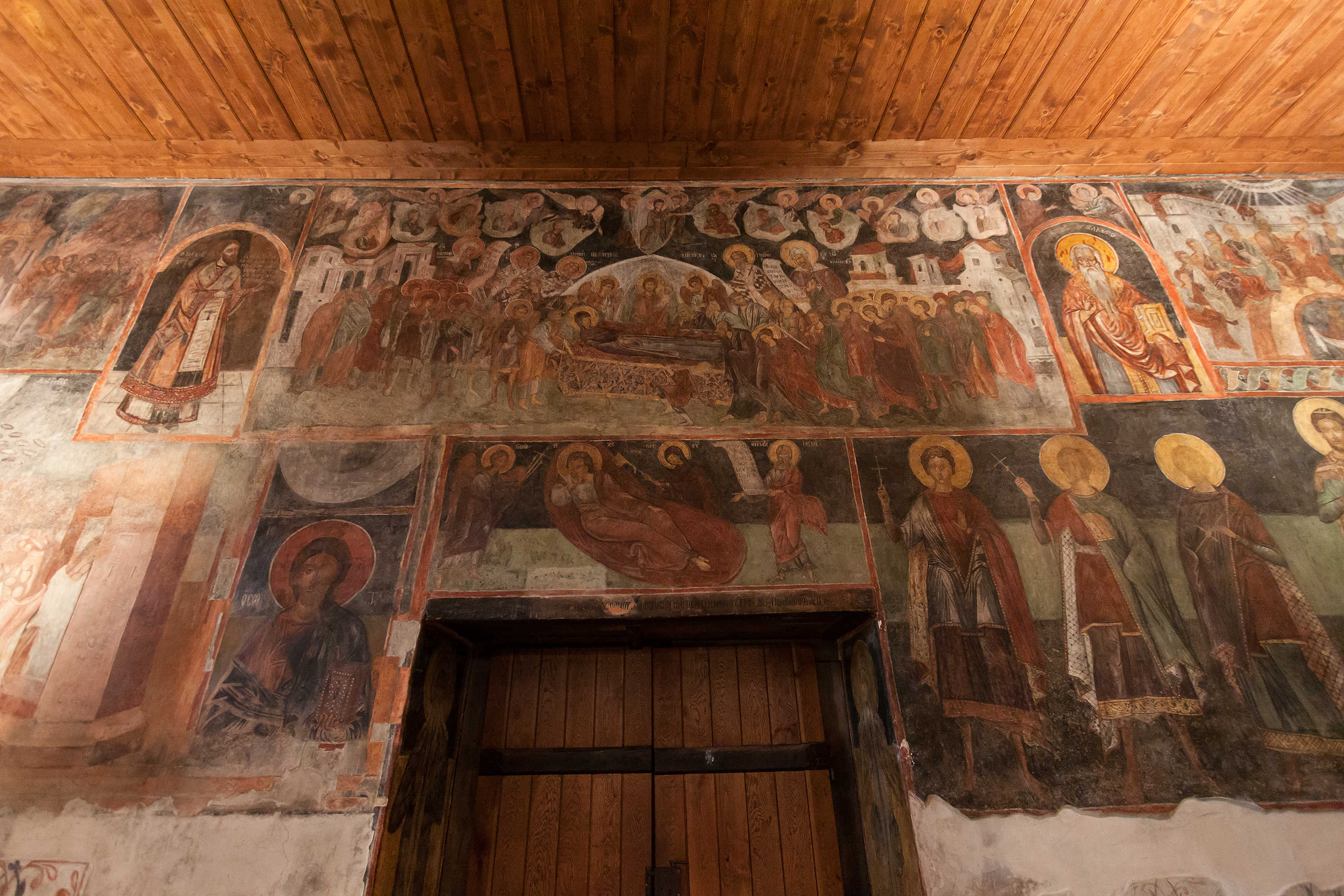
Интерьер церкви Св Стефана в Несебыре. Роспись западной стены.
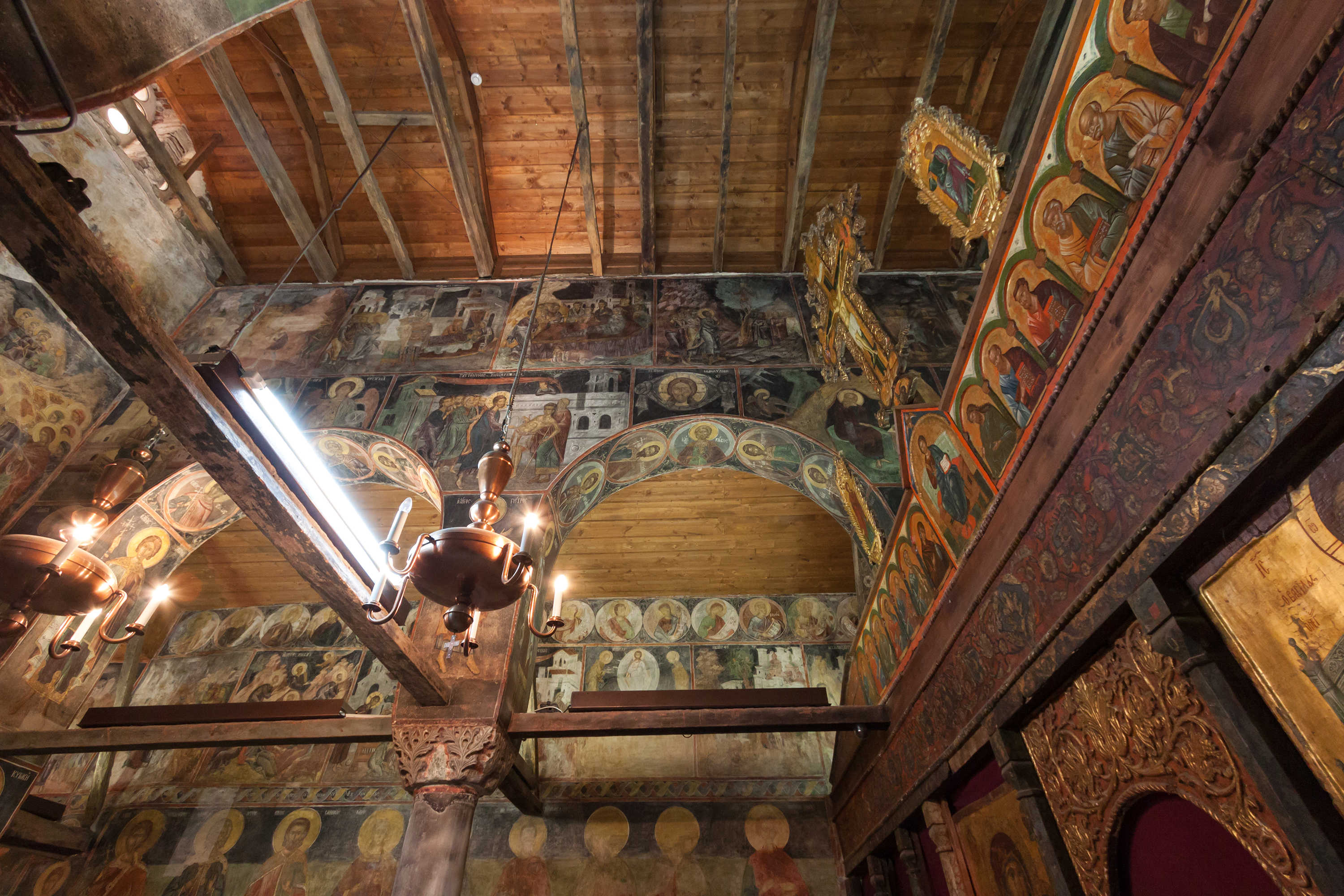
Стенописи интерьера церкви Св Стефана в Несебыре. Северо-восточная часть церкви. Алтарная преграда.
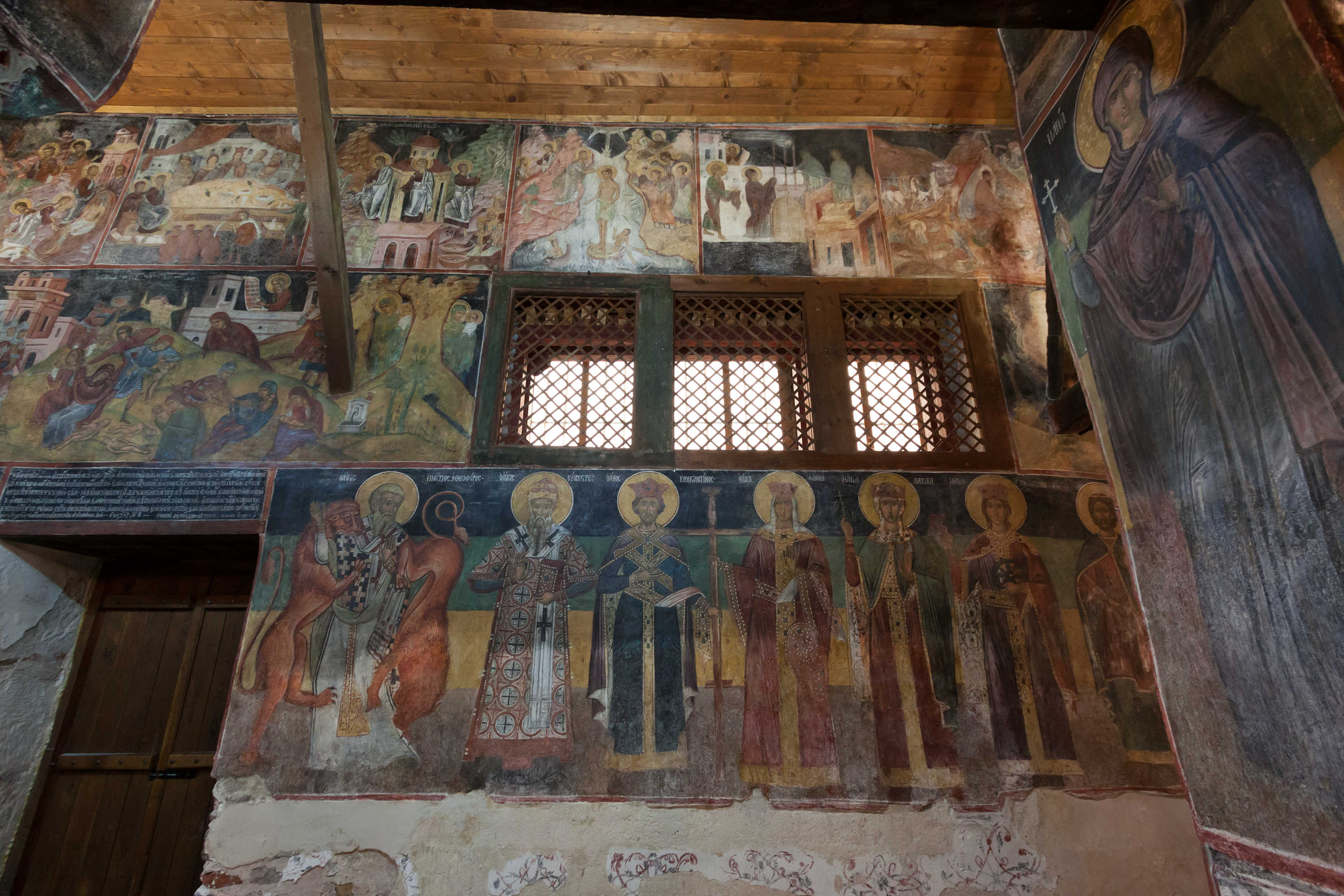
Стенописи интерьера церкви Св Стефана в Несебыре.Часть южной стены с Ктиторской надписью над входом.
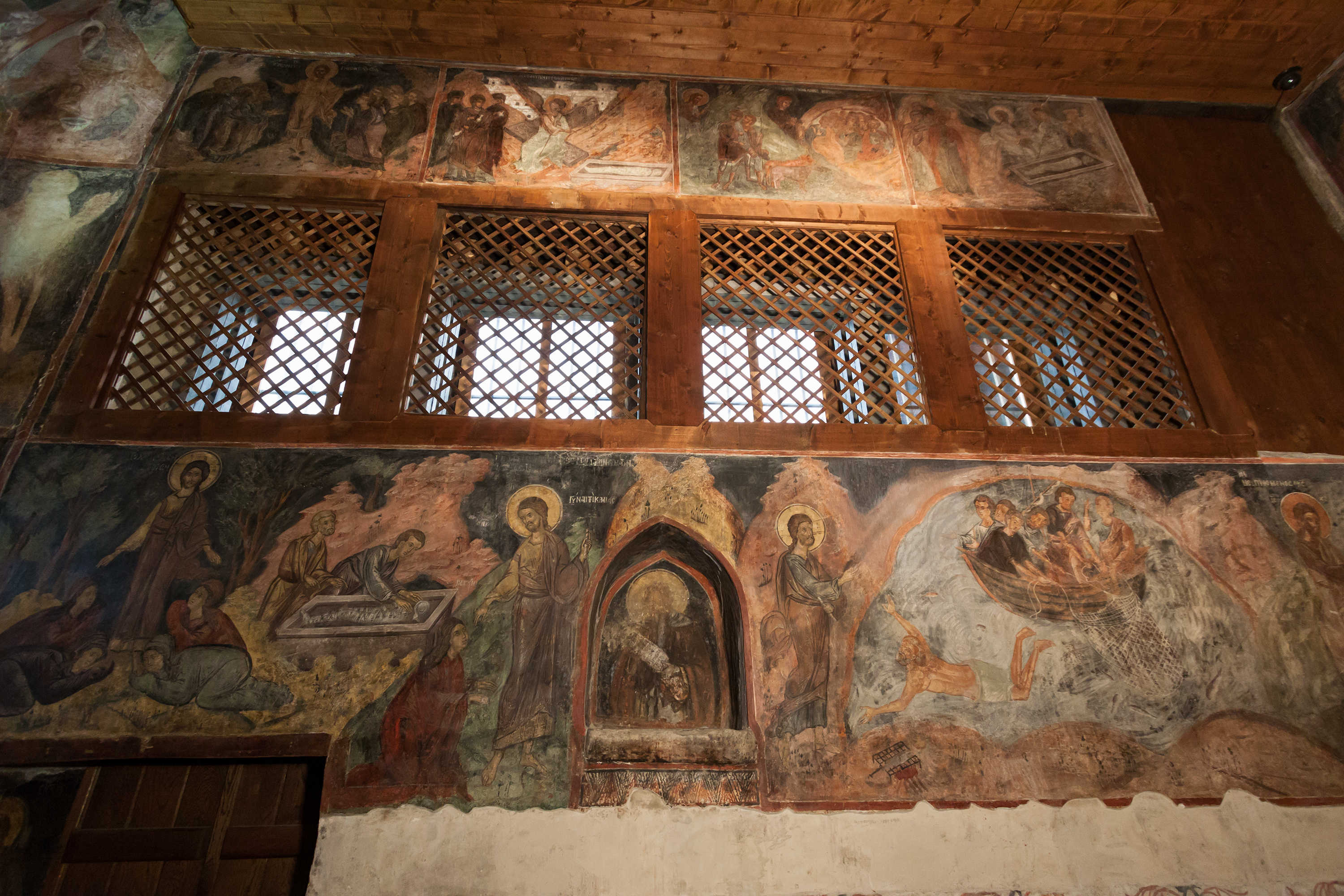
Интерьер церкви Св Стефана в Несебыре. Роспись восточной части южной стены.
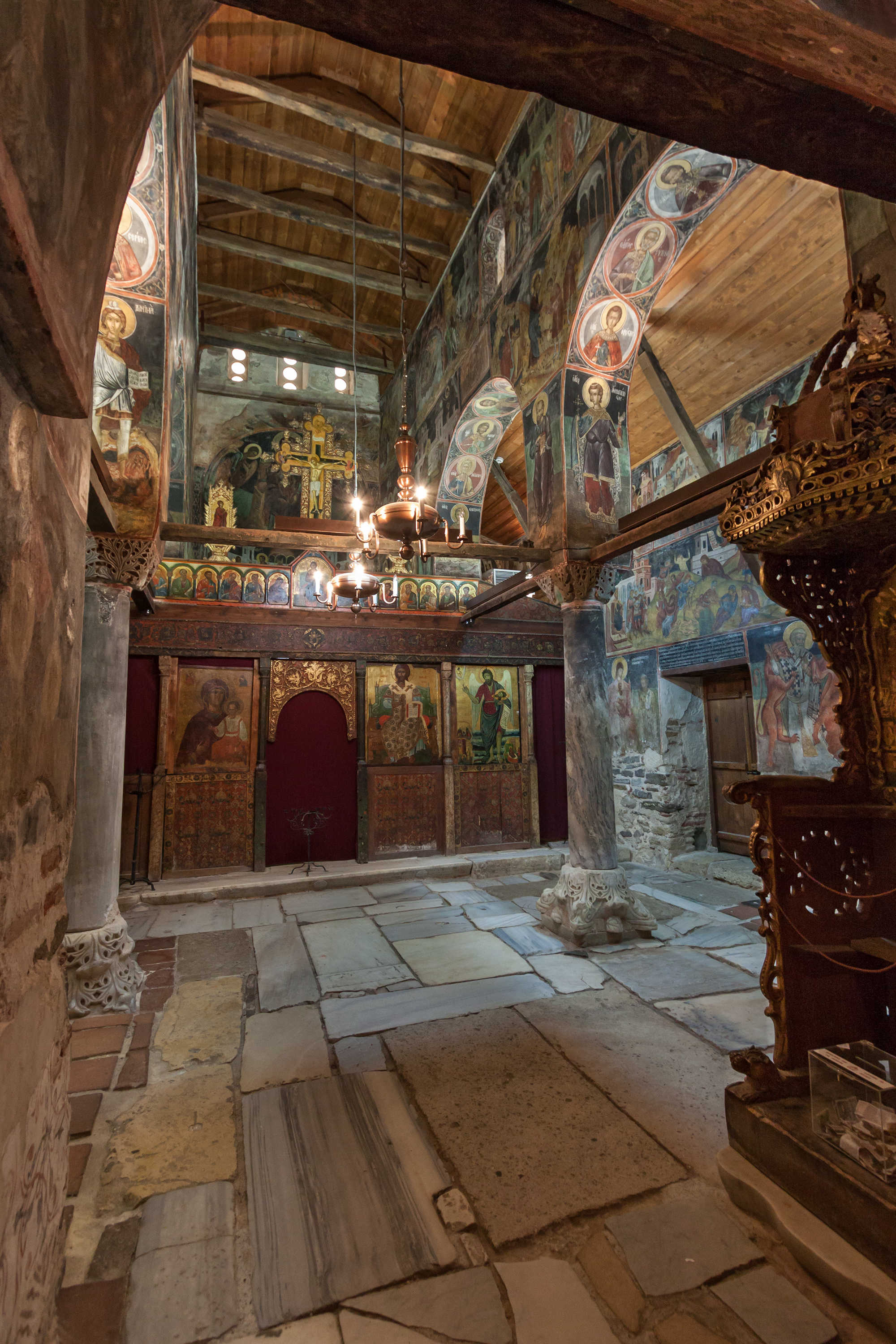
Интерьер церкви Св Стефана в Несебыре. Вид на восточную часть центрального корабля (наоса) и алтарную преграду.
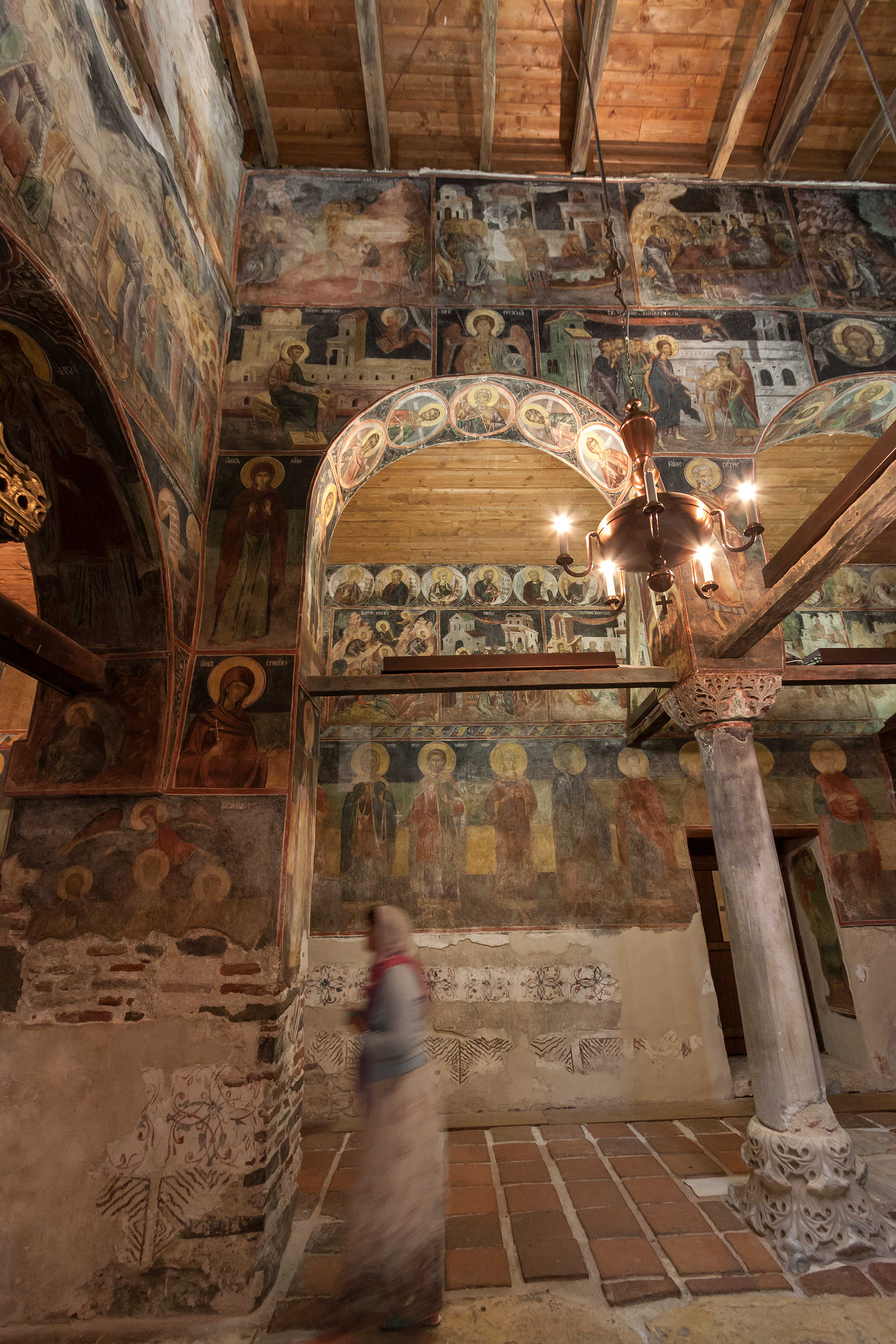
Стенописи интерьера церкви Св Стефана в Несебыре. Северо-западный угол центрального наоса и северная стена.
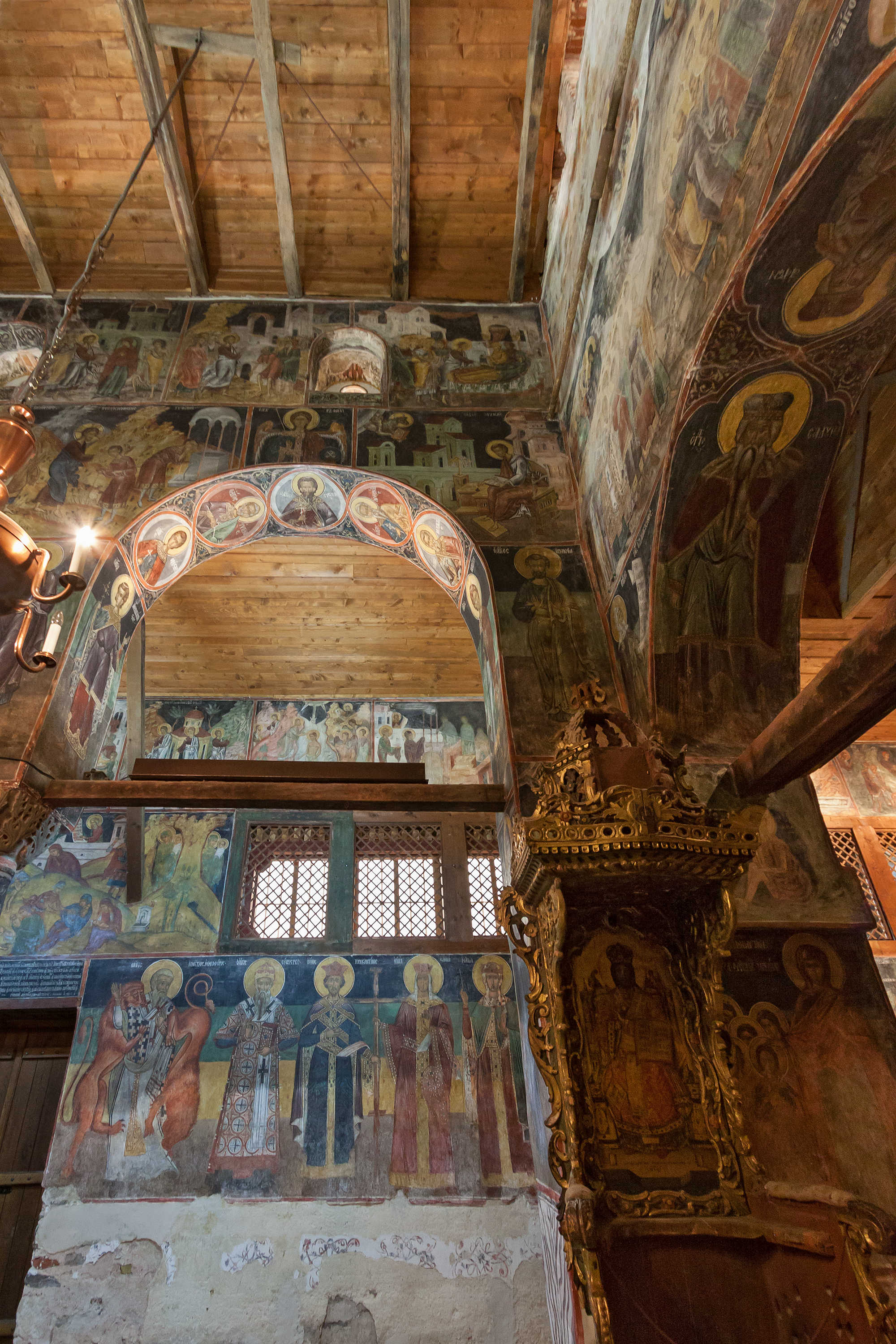
Стенописи интерьера церкви Св Стефана в Несебыре.Юго-западная часть центрального корабля и южная стена.